# James Leander Cathcart
Pour les articles homonymes, voir Leander (homonymie) et Cathcart.
 (mai 2020).
Si vous disposez d'ouvrages ou d'articles de référence ou si vous connaissez des sites web de qualité traitant du thème abordé ici, merci de compléter l'article en donnant les références utiles à sa vérifiabilité et en les liant à la section « Notes et références ».
James Leander Cathcart, né le 1er juin 1767 dans le comté de Westmeath en Irlande et mort le 6 octobre 1843 aux États-Unis, est un marin et diplomate irlando-américain. Il est connu pour son récit en tant qu'esclave à Alger, pendant onze ans.

## Biographie
Cathcart naît à Mount Murragh, dans le Comté de Westmeath, en Irlande. Il émigre, sous la garde de son père, le capitaine John Cathcart, aux colonies d'Amérique du Nord à l'âge de huit ans. Il rejoint la révolution américaine, et sert sur un navire corsaire à l'âge de douze ans. Trois ans plus tard, comme aspirant sur le The Confederacy, il est fait prisonnier par les Britanniques sur le ponton (navires prisonniers), The Good Hope et le Jersey à partir duquel il s'échappe en 1782. Il parle couramment l'espagnol et le français, qu'il apprend de ses amis prisonniers, au cours de ses trois ans d'internement.
En 1785, des barbaresques algériens saisissent le navire marchand américain The Maria Boston, sur sa route vers Cadix, vendant des fourrures, du bois, et de la morue séchée. Ils prennent Cathcart et vingt autres marins comme esclaves. Pendant les onze années de son séjour à Alger, Cathcart motivé par la fortune, use de son intelligence et de la corruption pour améliorer sa situation, il finit par devenir greffier en chef du dey d'Alger en personne. Dans cette position, il agit en tant que médiateur entre le dey d'Alger, Mohamed Ben Othmane, et Joseph Donaldson, Jr., agent pour le Colonel David Humphreys, le ministre américain au Portugal, qui débouche sur le traité d'Alger de 1786. Cathcart peut obtenir sa liberté.
Pendant les premières années de sa captivité, il endure les mêmes conditions atroces de vie que ses compatriotes esclaves. L'un des quelques triés sur le volet par le Dey, Cathcart eut pour premiers devoirs de travailler dans le jardin du palais du Dey, prenant soin des lions, des tigres, et des antilopes. Bien que les tâches qui lui sont assignées sont relativement souples, ses maîtres lui fournissent peu de nourriture et il reçoit plusieurs coups, puni de coups de fouets, Cathcart perd plusieurs de ses ongles de pied.
Comme sa fortune et sa position à Alger s'est améliorée, Cathcart acquiert des compétences supplémentaires qu'il utilise plus tard comme diplomate. Il trouve l'occasion de démontrer son intérêt pour ses codétenus. Au cours de sa période d'esclavage, il s’accommode avec la langue arabe et turque. Lorsque Cathcart devient greffier de la prison, il est en mesure d'acheter plusieurs tavernes, une maison avec des serviteurs, et en plus de procurer de la nourriture pour ses collègues d'équipage. Le traité d'Alger le libère, Cathcart a les moyens d'acheter un navire, avec lequel il navigue à Philadelphie, en 1796, avec douze membres survivants de l'équipage d'origine.
Il retourne sur la côte des Barbaresques en décembre 1798, comme agent spécial de William Eaton. En 1802, il est nommé consul des États-Unis à Tunis et Tripoli. Il participe à la négociation d'autres traités avec Alger, Tunis et Tripoli. Il sert comme consul général des États-unis dans la province de Cadix de 1807-17, où il dirige une entreprise marchande avec Richard Worsam Meade. Cathcart sert dans le corps diplomatique des États-unis au cours de l'administration de John Adams, Thomas Jefferson et James Madison.
Le 5 juin 1798, il épouse Philadelphia Belle Jane Bancker Woodside, avec laquelle il a douze enfants. En 1899, 56 ans après sa mort, sa fille, JB Newkirk, édite l'ensemble de son récit et le publie, sous le titre de The Captives, Eleven Years a Prisoner in Algiers.